# Wąchock (gemeente)
De gemeente Wąchock is een stad- en landgemeente in het Poolse woiwodschap Święty Krzyż, in powiat Starachowicki.
De zetel van de gemeente is in Wąchock.
Op 30 juni 2004 telde de gemeente 7065 inwoners.

## Oppervlakte gegevens
In 2002 bedroeg de totale oppervlakte van gemeente Wąchock 81,82 km², waarvan:
- agrarisch gebied: 29%
- bossen: 61%

De gemeente beslaat 15,64% van de totale oppervlakte van de powiat.

## Demografie
Stand op 30 juni 2004:
| Omschrijving                   | Totaal | Totaal | Vrouwen | Vrouwen | Mannen | Mannen |
| ------------------------------ | ------ | ------ | ------- | ------- | ------ | ------ |
| eenheid                        | aantal | %      | aantal  | %       | aantal | %      |
| inwoners                       | 7065   | 100    | 3608    | 51,1    | 3457   | 48,9   |
| bevolkingsdichtheid (inw./km²) | 86,3   | 86,3   | 44,1    | 44,1    | 42,3   | 42,3   |

In 2002 bedroeg het gemiddelde inkomen per inwoner 1246,32 zł.

## Aangrenzende gemeenten
Bodzentyn, Brody, Mirzec, Pawłów, Skarżysko-Kamienna, Skarżysko Kościelne, Starachowice, Suchedniów